# NBA 2K19
NBA 2K19 è un videogioco di pallacanestro sviluppato da Visual Concepts, edito da 2K Sports e distribuito in Italia da Cidiverte.
Con NBA 2K19, la serie NBA 2K compie i 20 anni dalla prima edizione. In questi anni la serie ha ridefinito il concetto di videogioco sportivo, offrendo grafica e meccaniche di gioco ineguagliate e innovative modalità di gioco.

## Modalità di gioco
Nella versione NBA 2K19 è stata inserita la modalità "Vita da quartiere". Questa nuova modalità permette un elevato sistema di personalizzazione del giocatore consentendo così di rappresentare al meglio il gioco virtuale di quartiere .

### Carriera
La carriera comincia creando il tuo giocatore, col soprannome AI, e scegliendo il ruolo, il fisico e l'archetipo del giocatore. In seguito AI si presenterà al draft NBA, senza però essere eletto. Il protagonista, ovviamente ci rimane male, ma andrà a giocare in una squadra immaginaria di Shanghai, nel campionato cinese, gli "Shanghai Bears". Nella prima partita, sotto nel punteggio, nel timeout finale a pochi secondi dal ternine, il coach ordina a AI, come schema finale, di passare la palla al capitano della squadra che uscendo dal blocco effettuerà il tiro decisivo, portando la squadra alla vittoria. Subito dopo questa partita però non è pienamente soddisfatto dell'esito della partita, nonostante la vittoria. Questo suo atteggiamento è dovuto alla sua voglia, quasi presunzione, di aver voluto tirare lui, dato che aveva giocato bene.
AI viene però consolato proprio dal capitano, confermando la buona prestazione che aveva fornito. Dopo qualche partita nella squadra cinese, arriva dal coach una buona notizia: la squadra giocherà contro l'NBA All-Stars, in cui è presente Corey Harris, amico di A. I., conosciuto l'anno precedente al draft. A.I. sa che questa sarà una grandissima opportunità per mettersi in mostra davanti a tutti. In questa partita il personaggio in vista, compie una schiacciata proprio su Corey Harris.
Finita la partita, il protagonista e Harris si mettono d'accordo per uscire insieme la sera stessa. Finita la chiacchierata decidono di giocare alle macchinette da sala giochi, con i roster del 2008 di Houston Rocket e Boston Celtics. Qualche giorno dopo la società riferisce a A.I. di avere contrattato con un'altra squadra decidendo di cederlo per il prosieguo della sua carriera. Nella scena seguente si vede il protagonista che esce dall'aeroporto di Los Angeles ed entra nella macchina degli agenti di una squadra della città. Ma scopre, quando si reca nella palestra dei Los Angeles Lakers di aver firmato per l'omonima squadra, i South Bay Lakers, militante però in G-League. A.I. era convinto di aver firmato per la squadra dell'Nba perché quando gli è arrivata la proposta di andare nella squadra di Los Angeles non ha esitato un attimo accentando l'offerta a occhi chiusi. Però la sua avventura a Los Angeles dura poco, perché viene quasi subito ceduto ad una squadra di Indianapolis, i Fort Wayne Mad Ants.
Nella squadra entra subito in confidenza con Howie, mentre ha molti battibecchi con Marcus Young. Dopo qualche partita nella squadra dell'Indiana, A.I. e Howie decidono, una sera, di accendere i fuochi d'artificio, ma il primo colpisce accidentalmente il furgone del coach. Qualche istante più tardi arriva proprio l'allenatore sul luogo dell'accaduto e riferisce che l'esplosione, secondo i vigili del fuoco, è dovuta ad un fuoco d'artificio, accusando così i due dell'accaduto. A peggiorare ulteriormente le cose fu la registrazione del video e la conseguente pubblicazione, diventato poi virale. Nel video erano presenti delle diffamazioni da parte di A.I. sulla cittadina dell'Indiana registrate da Young. Così il protagonista viene tagliato dalla rosa e dovrà cercarsi una nuova sistemazione, oltre ad aver perso la fiducia della gente di Fort Wayne. Intanto Marcus Young è stato acquistato dagli Spurs. 
Successivamente la ragazza che frequentava A.I. smaschera Marcus Young e il suo procuratore trovando le prove che quel video era solo frutto di un montaggio di frasi da parte del procuratore. Quindi il protagonista riacquisisce la fiducia della gente di Fort Wayne. A migliorare ulteriormente la situazione fu la visita di Corey Harris da A.I. mentre tirava da solo al campetto. Qui Harris fa una proposta irrifiutabile al protagonista: data la mancata presenza del marcatore di Young, nella partita per accedere ai playoff tra Lakers/Timberwolves (a seconda del caso) contro gli Spurs di Marcus Young, invita A.I. a prendere parte dell'incontro, accettando senza pensarci.